# Лима, Педро
Пе́дро Энри́ке Кардо́зо де Ли́ма (порт.-браз. Pedro Henrique Cardoso de Lima; родился 1 июля 2006, Кабеделу, Бразилия) — бразильский футболист, правый защитник английского клуба «Вулверхэмптон Уондерерс».

## Клубная карьера
Воспитанник команд «Менинос да Параиба» и «Спорт Ресифи». 29 января 2024 года Педро Лима дебютировал в матче Лиги Пернамбукано против клуба «Афогадус». Свой первый гол в профессиональном футболе забил три дня спустя в матче того же турнира против «Фламенго де Арковерди». 28 февраля 2024 года сыграл в матче Кубка Бразилии против клуба «Трен». 20 апреля 2024 года дебютировал в Серии B, выйдя в стартовом составе на матч против «Амазонас».
2 июля 2024 года английский клуб «Вулверхэмптон Уондерерс» объявил о трансфере Педро Лимы. 28 августа 2024 года он дебютировал за новую команду, выйдя в стартовом составе на матч Кубка Английской лиги против «Бернли». «Волки» выиграли встречу со счётом 2:0, а Лима отличился голевой передачей на первый гол Гонсалу Гедеша. 6 января 2025 года впервые сыграл в Премьер-лиге, начав с первых минут матч против «Ноттингем Форест».

## Карьера в сборной
Выступал за сборную Бразилии до 17 лет на чемпионате мира 2023 года.

## Достижения
«Спорт Ресифи»
- Чемпион штата Пернамбуку: 2024